# رقص خنجلوری
رقص خنجلوری (به گرجی: ხანჯლური) از جمله رقص‌های فولکلوریک اهالی گرجستان است.
از آنجایی که بسیاری از رقص‌های گرجی بر پایه رقابت نهاده شده، رقص خنجلوری نیز یکی از این رقص‌ها است.
در این رقص چوپان‌ها، چوخه‌های قرمز (لباس مردانه محلی) پوشیده با استفاده از خنجر، در اجرای حرکات خود رقابت می‌کنند. چوپان‌ها یکی پس از دیگری توانایی‌های خود را به نمایش می‌گذارند. این رقص به دلیل استفاده همزمان از خنجر و حرکات تند و سریع به مهارت بالایی نیاز دارد.

## نگارخانه

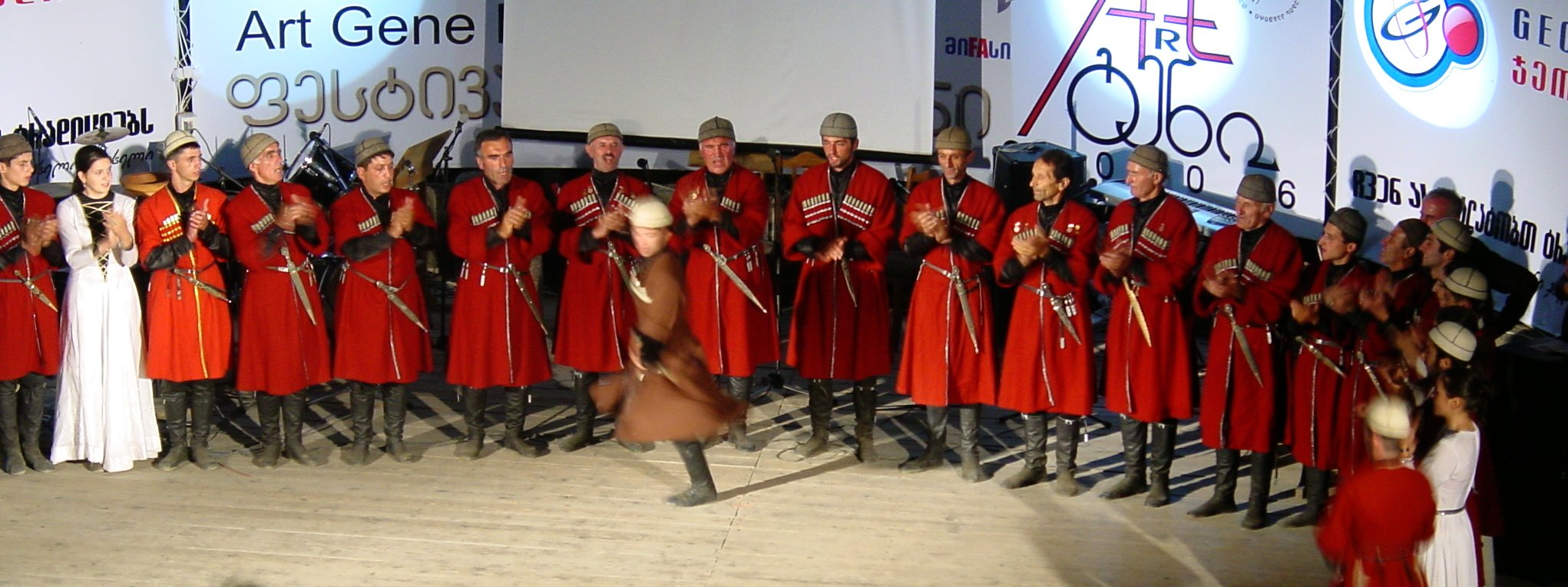
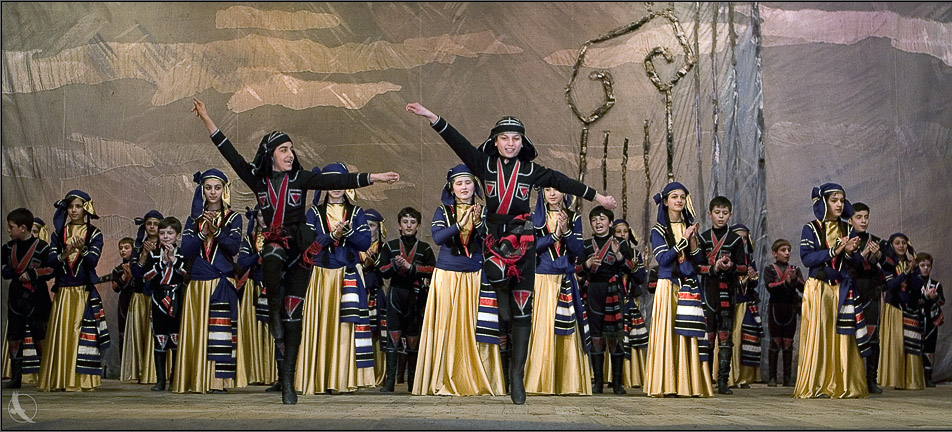
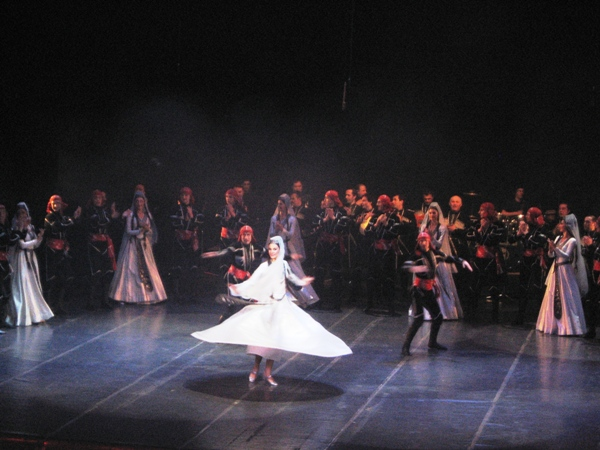
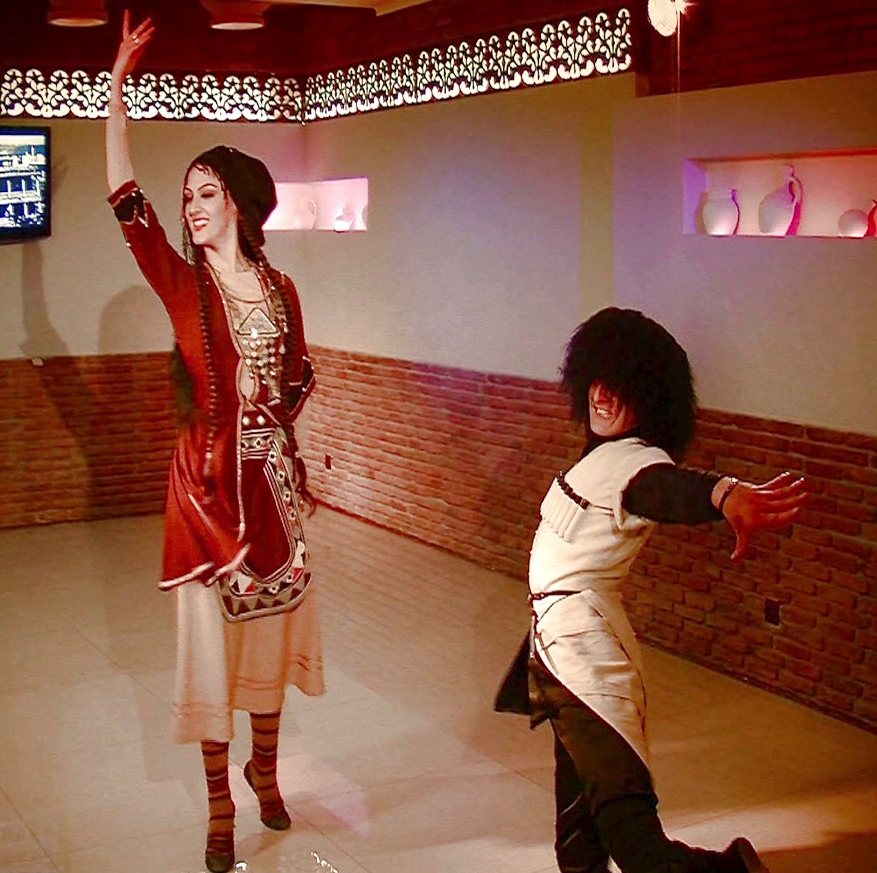